# Chen Danqing
Chen Danqing (chiń. upr. 陈丹青; chiń. trad. 陳丹青; pinyin Chén Dānqīng, ur. 11 sierpnia 1953 w Szanghaju) – chiński malarz, jeden z głównych przedstawicieli szkoły „rustykalnego realizmu” (xiangtu xieshi), będącego w sztukach plastycznych zjawiskiem równoległym do tzw. literatury poszukiwania korzeni.
W czasie rewolucji kulturalnej jego rodzina była prześladowana, a jego samego zesłano na wieś do Jiangxi i Jiangsu, gdzie spędził łącznie 8 lat i sam się nauczył malować; pod koniec rewolucji kulturalnej wyjechał do Tybetu, gdzie zastała go śmierć Mao Zedonga. W oparciu o sceny rozpaczy, jakie obserwował, stworzył obrazy w stylu socrealizmu, które dostały się na ogólnochińską wystawę w 1977. Na ich podstawie, w 1978, dostał się na studia magisterskie w Akademii Sztuki w Pekinie, którą ukończył w 1980 i przez dwa lata wykładał na tej uczelni. Następnie na 18 lat wyjechał do USA, by wrócić w 2000 roku. 
Jego najbardziej znany cykl to portrety Tybetańczyków, które pokazał na wystawie dyplomowej w 1980. Zrezygnowawszy z monumentalnego stylu socrealistycznego, zwrócił się ku realizmowi, nie idealizując postaci, ale traktując je z empatią i sympatią. Wysoko ceniono – zwłaszcza w latach 1980., gdy była to nowość – jego realistyczne podejście, zmysł obserwacji i zdolność ukazania, poprzez portret, ciężkiego życia ludzi z prowincji.